# Bundesstraße 324
Die Bundesstraße 324 (Abkürzung: B 324) ist eine deutsche Bundesstraße und dient als Autobahnzubringer für Bad Hersfeld in Hessen.

## Übersicht
- Länge: 13 km[1]
- Anfangspunkt: Bad Hersfeld
- Endpunkt: Autobahnausfahrt Bad Hersfeld-West

## Verlauf
Die Straße beginnt im Ortszentrum von Bad Hersfeld, an der Kreuzung zwischen der B 27 und B 62. Sie führt in nordwestlicher Richtung entlang des kleinen Fuldazuflusses Geisbach. Die Straße führt entlang der Orte Allmershausen, Gittersdorf, Untergeis und Obergeis und endet an der Autobahnanschlussstelle Bad Hersfeld-West an der A 7. Kurz vor Straßenende kreuzt die Schnellfahrstrecke Hannover–Würzburg der DB die Straße.